# Тастатура
Тастатура је периферни уређај рачунарског система направљен по угледу на писаћу машину. Служи како за унос текста, бројева и знакова тако и за контролу операција које рачунар извршава.
Физички, тастатура је скуп тастера са угравираним или одштампаним словима, бројевима, знаковима или функцијама. У већини случајева притисак на тастер проузрокује исписивање једног симбола. Ипак, да би се добили неки симболи потребно је притиснути и држати више тастера истовремено или у одређеном редоследу. Притиском на неке од тастера не добија се никакав симбол већ се они користе за одређене операције на самој тастатури. У модерном рачунару, тумачење притиска на тастере је углавном препуштено софтверу: информација послата рачунару, код за скенирање, говори само који физички тастер (или тастери) је притиснут или отпуштен.

## Историја
Док су писаће машине дефинитивни предак свих уређаја за унос текста заснованих на тастерима, компјутерска тастатура као уређај за електромеханички унос података и комуникацију у великој мери произилази из корисности два уређаја: телепринтера (или телетипова) и перфоратора. Управо кроз такве уређаје су модерне компјутерске тастатуре наследиле свој распоред.
Још 1870-их, уређаји налик телепринтеру су коришћени да се истовремено куцају и преносе текстуални подаци о берзи са тастатуре преко телеграфских линија до машина за берзанске бројаче да би се одмах копирали и приказивали на тикерској траци. Телепринтер, у његовом савременијем облику, развијали су од 1907. до 1910. амерички машински инжењер Чарлс Крам и његов син Хауард, уз ране доприносе електроинжењера Френка Пирна. Раније моделе су посебно развили појединци као што су Ројал Ерл Хаус и Фредерик Џ. Крид.
Раније је Херман Холерит развио прве уређаје за бушење траке, који су убрзо еволуирали тако да укључују тастере за унос текста и бројева слично нормалним писаћим машинама до 1930-их.
Тастатура на телепринтеру је играла снажну улогу у комуникацији од тачке до тачке и од тачке до више тачака током већег дела 20. века, док је тастатура на уређају за брушење трака играла снажну улогу у уносу и складиштењу података исто толико дуго. Развој најранијих рачунара је укључивао електричне тастатуре за писаће машине: развој ENIAC рачунара укључивао је уређај за бушење траке и као улазни и као излазни уређај заснован на папиру, док је BINAC рачунар такође користио електромеханички контролисану писаћу машину за оба уноса података на магнетну траку (уместо папирне) и излаз података.
Тастатура је остала примарна, најинтегрисанија рачунарска периферијска компонента све до увођења миша као потрошачког уређаја 1984. године. До тог времена, кориснички интерфејси само за текст са оскудном графиком уступили су место на екрану иконама богатим графиком. Међутим, тастатуре су и даље централне за интеракцију између човека и рачунара до сада, иако мобилни персонални рачунарски уређаји као што су паметни телефони и таблети користе виртуелну тастатуру.

## Дизајн
Постоји пуно различитих стандарда за распоред симбола по тастерима. Потреба за тим постоји првенствено због тога што различити људи пишу на различитим језицима, али постоји и потреба за специјализованим тастатурама са тастерима за извршење различитих математичких, статистичких или програмерских функција.
Број тастера на тастатури личних рачунара варира од 83 (IBM PC, XT), 101 (од средине 1980-их година) за стандардне тастатуре до 104 за Windows тастатуре па све до 130 и више за тастатуре са специјалним тастерима. Такође, постоје и варијанте са мање од 90 тастера какве се често користе код notebook рачунара.

### Стандардни распоред
Најчешћи стандард за тастатуре у западним земљама је тзв. QWERTY стандард или њему слични француски AZERTY и немачки QWERTZ. И остали стандарди у земљама са различитим азбукама по распореду тастера слични су овима. На ћириличним писаћим машинама је постојао распоред ЧЋЕРТВ, док на данашњим тастатурама исте типке дају ЉЊЕРТЗ.
Интернет тастатуре садрже додатне тастере са различитим додатним функцијама. Нпр. за отварање браузера или клијента електронске поште. У касним деведесетим у САД су продаване и тастатуре са уграђеним тастерима који би, притиснути, одвели корисника директно на одређени интернет сајт.

### Прикључци
Постоји неколико различитих врста конектора за прикључење тастатуре на рачунар и они су претрпели пуно измена од почетка развоја рачунарства па до данас. Међу њима је нпр. стандардни АТ ((DIN-5) конектор коришћен на матичним плочама пројектованим за процесоре старије од i80486, данас замењен стандардним PS/2 или USB конектором.

### Алтернативе
Стандардна тастатура је физички прилично гломазна због тога што сваки тастер треба да по величини одговара човековим прстима. Међутим, код неких уређаја неопходно је смањити њену величину. Један од начина да се то изведе је да се за добијање одређених симбола или функција притиска више тастера истовремено. Пример за то је GKOS тастатура дизајнирана за мале бежичне уређаје. Такође, једна од алтернатива је и коришћење играчких џојстика којима се могу уносити било текст било неки други тип података.

## Коришћење
У највећем броју случајева тастатура се користи за унос текста у различитим типовима текст едитора.
У савременим рачунарима интерпретација притисака на тастере углавном се препушта софтверу. Савремене тастатуре препознају притисак сваког тастера и информацију о томе прослеђују програму који је за то задужен.

### Команде
Поред осталог, тастатура се користи и за задавање команди рачунару. Познат је пример комбинације тастера PC Ctrl+Alt+Del. На новијим верзијама Windows-а овом комбинацијом тастера добија се прозор са менијем за управљање тренутно активним процесима и опцијом за гашење рачунара. Под Linux-ом, MS-DOS-ом и на неким старијим верзијама Windows-а комбинација тастера Ctrl+Alt+Del проузрокује ресетовање рачунара.

### Игре
Тастатура је један од примарних уређаја за контролу у рачунарским играма. На пример стрелице или група слова уместо њих (нпр. WASD) могу се користити за покретање лика у игри. У већини игара тастери се могу конфигурисати по жељи корисника. Тастери са словима се често користе да би извршили неку одређену операцију у игри. Тастатура је далеко од идеалног уређаја за контролу у играма, посебно када је потребно притиснути више од једног тастера. Проблем је у томе што једноставна електронска кола у тастатури дозвољавају да само мали број тастера може бити притиснут у истом моменту а да притом сви буду регистровани како треба. Чест споредни ефекат је фантомски тастер. Због једноставне конфигурације електронских кола код старијих тастатура, притисак на 3 тастера истовремено често се региструје као притисак на четврти тастер који није ни један од притиснута три. Код савремених тастатура ова појава спречава се тако што се блокира притисак трећег тастера у одређеним комбинацијама. Иако овакво понашање логике тастатуре решава проблем фантомског тастера јавља се нови проблем. Како онда регистровати када је притиснут трећи тастер а претходна два нису отпуштена? Боље тастатуре су дизајниране тако да се ова појава ретко јавља у програмима типа Microsoft Office, али проблем остаје када је реч о рачунарским играма.

## Принцип рада
- Када се тастер притисне, он потисне гумени део на коме лежи и на коме се са доње стране налази проводни материјал, све до пара проводних линија на штампаном колу.

(Код старијих тастатура, углавном АТ, уместо мембране, користили су се микропрекидачи, који су радили на принципу клика миша, кад се тастер притисне онда долази до протока струје, ове тастатуре се данас ретко производе, пошто су скупље за производњу).
- На тај начин испод тастера се затвара струјно коло и мења се ниво сигнала.
- Чип преко кога је струјно коло везано (најчешће микроконтролер 8048) емитује сигнал који скенира проводнике испитујући да ли је негде дошло до промене нивоа сигнала. Пошто препозна промену на неком од проводника, чип препознаје о ком тастеру се ради и обавештава процесор о том догађају шаљући му код који одговара притиснутом тастеру.

Тај код (енгл. key scan code) је у серијском формату (бит по бит), и има 1 старт бит и осам битова податка. Најмање значајан (ЛСБ) бит се шаље послије старт бита, а најзначајнији бит (МСБ) на крају поворке од 9 битова (1 старт + 8 подаци).
Дужина преноса једног бита је 50 микросекунди. Код се може састојати од више бајтова. Видети чланак кодови тастатуре за детаље.
- Микропроцесор прихвата код који одговара притиснутом тастеру, декодира га и извршава одговарајућу процедуру (шаље задато слово на екран, извршава одговарајућу функцију и др.)

- Посебан код (key break signal) се емитује и при отпуштању тастера.

Потребно је напоменути да контролер врши скенирање тастера (да ли је неки притиснут) двадесет пута у секунди, а памти задњих 20 карактера, тако да ако се случајно закочи програм у коме куцамо, а ми нисмо то приметили, него наставили, тастатура упамти задњих 20 карактера и чим се програм одглави, на екрану ће исписати последњих 20 карактера).
Већина данашњих тастатура функционише на сличан начин.

## Врсте тастатура
- Нумеричке тастатуре:
  - Декадна тастатура
  - Хексадецимална тастатура
  - Алфанумеричка тастатура
  - AZERTY тастатура
  - QWERTY тастатура
  - QWERTZ тастатура
  - Дворак тастатура

- Специјалистичке тастатуре:
  - Брајлеова тастатура

- РС тастатуре
  - XT83 / Olivetti M24 / 102
  - AT84
  - Extended 101
  - Extended 102
  - Windows 104

- Врста тастера
  - Микропрекидачи
  - Мембрана